# Grande Prêmio dos Estados Unidos de 1962
Resultados do Grande Prêmio dos Estados Unidos de Fórmula 1 realizado em Watkins Glen em 7 de outubro de 1962. Oitava etapa do campeonato, foi vencido pelo britânico Jim Clark, da Lotus-Climax, com Graham Hill em segundo pela BRM e Bruce McLaren em terceiro pela Cooper-Climax.

## Classificação da prova
| Pos. | Nº | Piloto                  | Construtor     | Voltas | Tempo/Diferença | Grid | Pontos |
| ---- | -- | ----------------------- | -------------- | ------ | --------------- | ---- | ------ |
| 1    | 8  | Jim Clark               | Lotus-Climax   | 100    | 2:07:13.0       | 1    | 9      |
| 2    | 4  | Graham Hill             | BRM            | 100    | + 9.2           | 3    | 6      |
| 3    | 21 | Bruce McLaren           | Cooper-Climax  | 99     | + 1 volta       | 6    | 4      |
| 4    | 17 | Jack Brabham            | Brabham-Climax | 99     | + 1 volta       | 5    | 3      |
| 5    | 10 | Dan Gurney              | Porsche        | 99     | + 1 volta       | 4    | 2      |
| 6    | 16 | Masten Gregory          | Lotus-BRM      | 99     | + 1 volta       | 7    | 1      |
| 7    | 22 | Tony Maggs              | Cooper-Climax  | 97     | + 3 voltas      | 10   |        |
| 8    | 15 | Innes Ireland           | Lotus-Climax   | 96     | + 4 voltas      | 16   |        |
| 9    | 14 | Roger Penske            | Lotus-Climax   | 96     | + 4 voltas      | 13   |        |
| 10   | 26 | Rob Schroeder           | Lotus-Climax   | 93     | + 7 voltas      | 17   |        |
| 11   | 24 | Hap Sharp               | Cooper-Climax  | 91     | + 9 voltas      | 15   |        |
| 12   | 9  | Trevor Taylor           | Lotus-Climax   | 85     | + 15 voltas     | 8    |        |
| 13   | 11 | Jo Bonnier              | Porsche        | 79     | + 21 voltas     | 9    |        |
| Ret  | 5  | Richie Ginther          | BRM            | 35     | Motor           | 2    |        |
| Ret  | 6  | Maurice Trintignant     | Lotus-Climax   | 32     | Freios          | 19   |        |
| Ret  | 23 | Timmy Mayer             | Cooper-Climax  | 31     | Ignição         | 12   |        |
| Ret  | 18 | John Surtees            | Lola-Climax    | 19     | Motor           | 20   |        |
| Ret  | 12 | Carel Godin de Beaufort | Porsche        | 9      | Acidente        | 14   |        |
| DNS  | 19 | Roy Salvadori           | Lola-Climax    |        | [ nota 2 ]      |      |        |
| DNS  | 25 | Jim Hall                | Lotus-Climax   |        | [ nota 2 ]      |      |        |

## Tabela do campeonato após a corrida
|        | Pos. | Piloto        | Pontos  |
| ------ | ---- | ------------- | ------- |
|        | 1    | Graham Hill   | 39 (43) |
| 1      | 2    | Jim Clark     | 30      |
| 1      | 3    | Bruce McLaren | 24 (26) |
|        | 4    | John Surtees  | 19      |
| 1      | 5    | Dan Gurney    | 15      |
| Fonte: |      |               |         |

|        | Pos. | Construtor    | Pontos  |
| ------ | ---- | ------------- | ------- |
|        | 1    | BRM           | 39 (47) |
|        | 2    | Lotus-Climax  | 36      |
|        | 3    | Cooper-Climax | 27 (31) |
|        | 4    | Lola-Climax   | 19      |
| 1      | 5    | Porsche       | 18 (19) |
| Fonte: |      |               |         |

- Nota: Somente as primeiras cinco posições estão listadas. Apenas os cinco melhores resultados, dentre pilotos ou equipes, eram computados visando o título. Neste ponto esclarecemos: conforme o site oficial da Fórmula 1, a partir de 1962 seriam atribuídos nove pontos tanto para o piloto quanto à equipe vencedora e na tabela dos construtores figurava somente o melhor colocado dentre os carros de um time.